# Петър Скорчев
Петър Димитров Скорчев е изявен български лекар с интереси в бактериологията и епидемиологията. Директор е на Варненската бактериологична и противобясна станция от 1926 до 1952 г.

## Биография
Д-р Петър Скорчев е роден на 8 май 1881 г. в град Шумен. Баща му Димитър Петров Скорчев (1846-1921) е преселник от Трявна. През 1898 г. завършва класическата гимназия в гр. Варна, след което следва седем семестъра хуманна медицина в Инсбрук (Австрия) и продължава обучението си във Виена. Там се дипломира като доктор по медицина през 1905 г. След завръщането си в България е назначен за участъков лекар в Каварна (1906 – 1908). През периода 1909 – 1926 г. д-р П. Скорчев се установява в родния си град Шумен, където заема длъжността старши градски лекар. В Шумен той работи като бактериолог в Общинската бактериологическа лаборатория (1906 г.) и инспектор по маларията за Шуменски окръг. През 1916 г. завършва курс по бактериология в София.
Участва в Балканската и Първата световна война като дружинен лекар и началник бактериолог на III Армейска бактериологическа лаборатория в Добрич. През 1925 г. д-р Скорчев е поканен от варненския кмет Петър Стоянов и председателите на постоянните комисии на Варна и Шумен да заеме длъжността директор на Противобясната и бактериологична станция във Варна.
Директор е на Варненската бактериологична и противобясна станция от 1926 до 1952 г. През 1947 г. д-р Скорчев въвежда своя модификация на противобясна ваксинация. На Конференция по беса в София през същата година, д-р Скорчев докладва резултатите от своя труд и получава признанието на медицинската общност.
Личност с разностранни интереси от областта на филологията, езикознанието и етнографията.

## Памет
На д-р Петър Скорчев има наименувана улица в град Варна.

## Публикации
- „Принос към побългаряването на имената на селищата по нашите крайбрежия“, сп. „Морски сговор“, год. 9, кн. 10, 1932 г., Варна
- „Насоки за побългаряването на селищните названия в Добруджа“, в-к „утринна поща“, 21 окт. 1940 г., Варна